# Steiermark

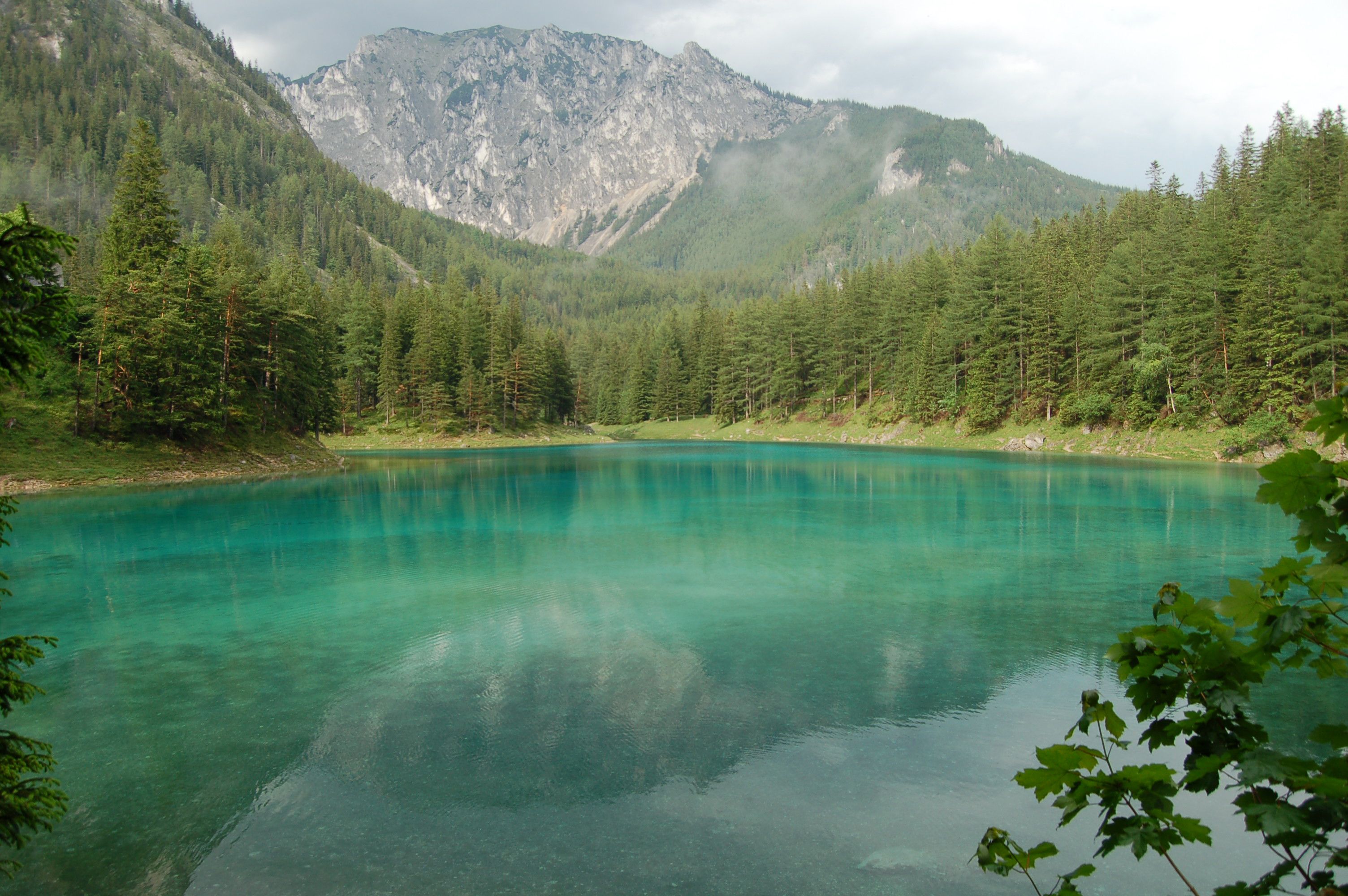
Grüner See i Steiermark.

Steiermark (slovenska Štajerska; ungerska Stájerország) är ett förbundsland (tyska Bundesland) i sydöstra Österrike som gränsar till Slovenien och förbundsländerna Kärnten, Salzburg, Oberösterreich, Niederösterreich och Burgenland. Huvudstad är Graz. Steiermark har cirka 1,2 miljoner invånare.

## Geografi
Steiermark är det till ytan näst största förbundslandet. Tre fjärdedelar av ytan är alpområde med vidsträckta skogsområden. I alpområdet finns det större mineralfyndigheter som järnmalm, magnesit, grafit med mera. Även brytning av sten och bergsalt är av ekonomisk betydelse. Steiermarks södra och sydöstra del är ett kuperat landskap med intensivt jordbruk (framför allt frukt- och vinodling). Landet är Österrikes skogrikaste region (över 50 % är skogstäckt).

### Distrikt
| Namn                     | Karta |
| ------------------------ | ----- |
| Graz (distriktsfri stad) |       |
| Bruck-Mürzzuschlag       |       |
| Deutschlandsberg         |       |
| Graz-Umgebung            |       |
| Hartberg-Fürstenfeld     |       |
| Leibnitz                 |       |
| Leoben                   |       |
| Liezen                   |       |
| Murau                    |       |
| Murtal                   |       |
| Südoststeiermark         |       |
| Voitsberg                |       |
| Weiz                     |       |

### Befolkning
Knappt 15 procent av Österrikes befolkning bor i Steiermark. Den största staden är Graz med 274 000 invånare, andra viktiga städer är Liezen, Judenburg, Leoben och Bruck an der Mur i norra Steiermark, Voitsberg och Deutschlandsberg i sydvästra Steiermark, Leibnitz söder om Graz och Weiz, Fürstenfeld, Feldbach och Hartberg i östra och sydöstra Steiermark.
I söder bor en liten slovensk minoritet på 0,4 procent av befolkningen som är erkänd som autokton minoritet. Det exakta antalet är dock okänt, eftersom minoriteten inte låter sig räknas. Genom århundradena har antalet slovenskspråkiga i norra och mellersta Steiermark minskat markant, eftersom tyskan sedan tidiga medeltiden varit förvaltningsspråk. Under 1300-talet, efter Habsburgarnas övertagande av Steiermark och Kärnten, blev det tyskspråkiga assimileringstrycket för den slovenskspråkiga befolkningen implicit allt tydligare. I ett land där den ekonomiska och politiska makten låg hos tyskspråkig adel, var det tyska språket nödvändigt för att kunna ta sig fram i samhället. Källor från 1500-talet berättar om hur slovenerna skickade sina barn till tyskspråkiga skolor . Under mellankrigstiden och under andra världskriget bedrevs också assimileringsinriktad politik i Österrike mot den slovenskspråkiga befolkningen , vilket gjorde att antalet slovenskspråkiga i statistiken minskade ytterligare. De flesta slovenerna i österrikiska Steiermark är idag språkligen "germaniserade" och har uppgått i den tyskspråkiga befolkningen. År 1910 utgjordes Steiermarks befolkning till 68 procent av tyskar och till 32 procent av slovener. Efter första världskriget delades Steiermark och den nedre tredjedelen av landet (Untersteiermark) infogades i Serbernas, kroaternas och slovenernas nybildade konungarike (sedermera Jugoslavien) 1918. Så gott som samtliga Steiermarks kvarvarande slovenskspråkiga kom då att bo utanför delstaten. I städerna i det slovenska Steiermark (före detta Untersteiermark) bodde även många tyskspråkiga, men dessa fördrevs efter andra världskriget till Österrike och Tyskland, och flera som samarbetat med nazisterna avrättades av jugoslaviska kommunistregimen.

## Politik
Steiermarks politiska styre regleras av förbundslandsförfattningen från 1960. Förbundslandets parlament är lantdagen med 48 ledamöter som väljs vart femte år. Lantdagen har sitt säte i huvudstaden Graz. Regeringschefen (tyska: Landeshauptmann) tillsammans med vice regeringschefen och 6 förbundslandsråd (tyska: Landesrat) bildar Steiermarks regering. Steiermark har 9 representanter i förbundsrådet.

## Historia
Grottmålningar visar att området var bebott redan under äldre stenåldern. Från yngre stenåldern och bronsåldern finns det talrika fynd, bland annat fynden vid Hallstatt som gav namn åt en period i europeisk bronsålder (Hallstattkulturen). Under 300-talet f.Kr. invandrade kelter i området vilka så småningom skapade kungadömet Noricum. Noricum underkastade sig Romarriket 15 f.Kr. utan strid och blev romersk provins 45 e.Kr. Under folkvandringstiden drog olika germanska stammar genom området.
Mot slutet av 500-talet drog slaver in och upprättade herradömet Karantanien som kom under bayerskt herravälde efter 740. När området tillsammans med de andra bayerska territorierna införlivades med Frankerriket år 788 började den tyska koloniseringen. På 900-talet upprättades flera markgrevskap i området, varav ett, Marchia Carentana eller Kärntner Mark, utvecklades till kärnan för det senare Steiermark. 1050 övertog greve Otakar markgrevskapet. Otakarerna kallade sig själva grevar av Steyr efter sin huvudfästning Steyr och på så sätt blev deras nya markgrevskap uppkallat efter dem som Steiermark (resp Marchia Styriae).
Markgrevarna Leopold (1122–1129) och Ottokar III (1129–1164) byggde upp och enade landet under sitt herravälde. 1180 avskildes Steiermark från Bayern och upphöjdes till hertigdömet Steiermark. 1192 dog Otakar IV barnlös och hertigdömet gick till Babenbergarna. Efter att deras ätt utslocknat tillföll Steiermark först Ungern 1254, sedan Böhmen 1260 och slutligen Habsburg 1282. Det inre styret fastslogs under 1300-talet. I förhandlingar mellan hertigen och landets adel inrättades lantdagen som ständerförsamling. Landets yttre gränser konsoliderades vid slutet av medeltiden. Fram till 1918 omfattade Steiermark även ett större område i nuvarande Slovenien med städerna Maribor, Ptuj och Cilli. Landet var då tvåspråkigt där tyska dominerade i norra och mellersta Steiermark och slovenska i södra Steiermark.
1400-talet och 1500-talets första årtionden var en svår tid för Steiermark. 1418 och 1446 härjade ungerska trupper i landet, 1469 reste sig adeln mot sin herre, vilket ledde till inre strider, mellan 1471 och 1483 gjorde osmanska trupper 10 infall samtidigt som ungerska trupper ockuperade större delen av Steiermark mellan 1479 och 1490. 1515 reste sig bönderna i södra Steiermark, 1525 de i norra Steiermark tillsammans med bergmännen. 1529 och 1532 anföll osmanska trupper igen och skövlade landet. Därtill kom flera pestepidemier och anfall av gräshoppssvärmar som förstörde skörden.
Under reformationen övertog merparten av ständerna och befolkningen den lutherska läran. År 1578 fick hertig Karl II bevilja religionsfrihet. Som motvikt mot protestanterna tillkallade han jesuiterna och grundade universitet i Graz 1585. Under hans son Ferdinand (senare tysk-romerske kejsaren Ferdinand II) tog motreformationen fart. Mellan 1598 och 1600 rekatoliserades landet, delvis med våld, och den protestantiska adeln förvisades ur landet 1628–1629.
1600-talet var en någorlunda lugn tid, även om landet som gränsland var utsatt för flera militära hot. 1601 attackerade osmanska trupper landet, 1605 föll gäng av ungerska legoknektar in, 1683 samt 1704–1711 brandskattade grupper av ungerska frihetskämpar landets gränsområden.
Under koalitionskrigen (Franska revolutionskrigen  och Napoleonkrigen)ockuperades landet av franska trupper 1797, 1805 och 1809. Efter revolutionen 1848 ersattes den gamla lantdagen med ny ståndslantdag med tre stånd: storgodsägare, borgare och bönder. Majoriteten i lantdagen utgjordes under andra hälften av 1800-talet av det tysk-liberala partiet. Motsättningarna mellan den tyskspråkiga majoriteten och slovenerna ökade så att den södra tredjedelen (Untersteiermark) fick avträdas efter första världskriget till det nybildade kungariket SHS (senare Jugoslavien, idag Slovenien).
Efter första världskriget delades hertigdömet, vars norra del ingick Steiermark som delstat i den nya republiken Österrike, medan den södra delen blev Štajerska i Kungariket Jugoslavien. Efter Österrikes anslutning till Tredje riket ombildades Steiermark till Reichsgau, i vilken den södra delen av Burgenland och – mellan 1941 och 1945 – även de tidigare sydsteiriska områdena ingick.
Efter andra världskriget var Steiermark del av den brittiska ockupationszonen.

## Näringsliv
Steiermark är traditionellt ett industriland. Industrin är baserad på landets råvaror. Malmfyndigheterna (framför allt järnmalm) utgör basen för tungindustrin och skogsrikedomen för pappers- och träindustrin. Dessa industrier ligger mest i övre Steiermark, framför allt i Mur- och Mürzdalen. Graz är centrum för Österrikes bilindustri (Autocluster Steiermark). Låglandet söder om Alperna är jordbruksområde. Där odlas bland annat vin och frukt (främst äpplen, päron och persikor, men även plommon och aprikoser). I låglandets städer är livsmedelsindustrin av betydelse.
Turism är en av de viktigaste tjänstenäringar. Viktiga turistregioner är Salzkammergut, skidcentrumen Loser-Sandling och Tauplitzalm, kurorterna med varma källor i sydöstra Steiermark (kallad Thermenland) och vinodlingsområdet i södra Steiermark.

## Kommunikationer
I Graz möts två viktiga motorvägar: öst-väst-förbindelsen A2 från Wien till Klagenfurt och vidare till Italien samt nord-syd-förbindelsen A9 från Wels i norr, där den ansluter till motorvägen A8, till den slovenska gränsen i söder. En ytterligare förbindelse mellan dessa motorvägar är S6 som går från Seebenstein (A2) via Semmeringpasset genom Mürz- och Murdalen till St. Michael vid Leoben (A9). Vid Bruck an der Mur ansluter S36 från Graz.
Den viktigaste järnvägsförbindelsen är Sydbanan som går från Wien till Bruck an der Mur och därifrån söderut via Graz till Slovenien resp västerut via Leoben och Klagenfurt till Italien. Vid Leoben viker även en norrgående järnvägssträcka av mot Linz, Salzburg resp Innsbruck.
Söder om Graz ligger Graz flygplats med internationella förbindelser.

## Sevärdheter
- Bad Aussee i Salzkammergut

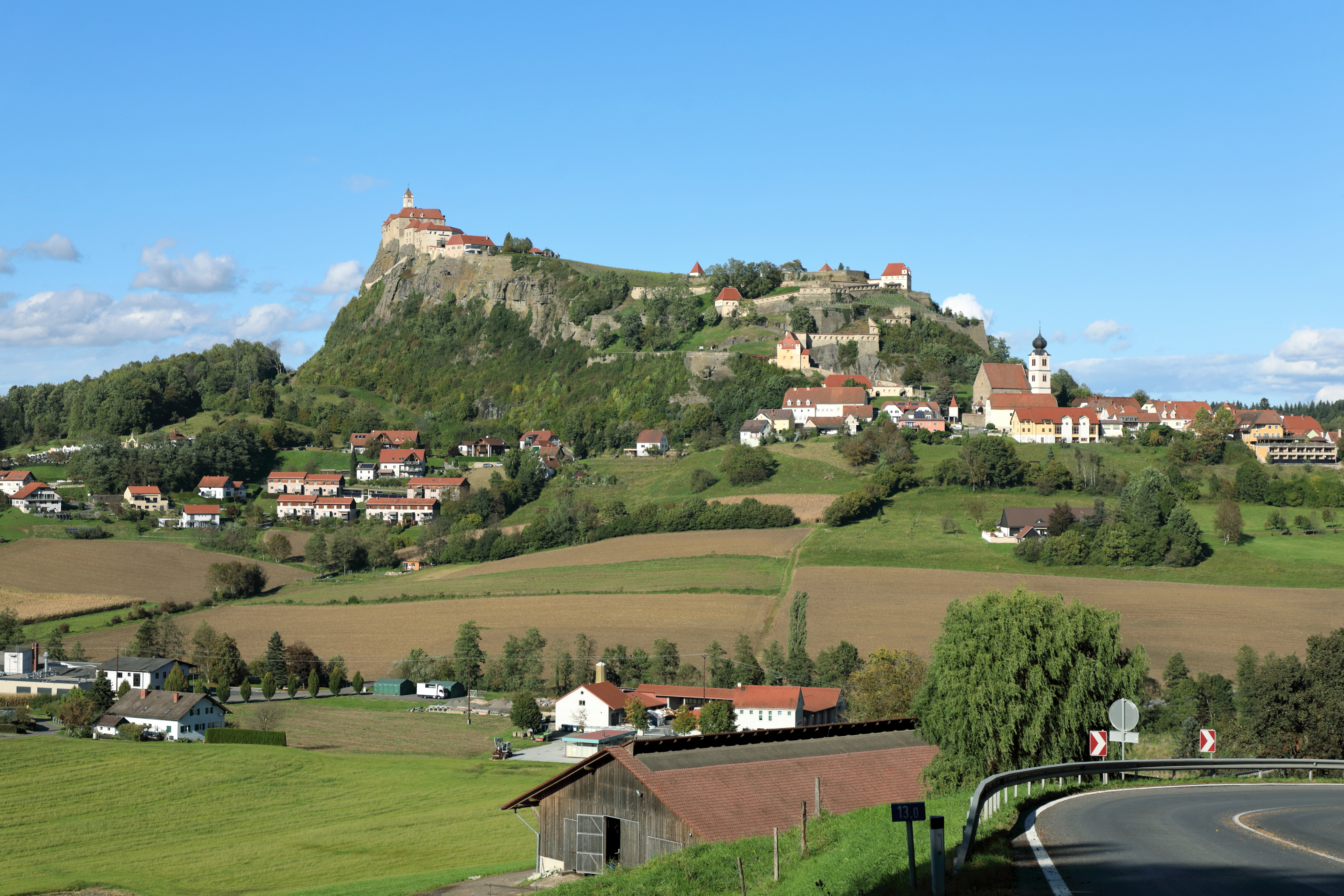
fästningen Riegersburg

- Klostren Admont, Rein, Sankt Lambrecht och Vorau
- Erzberg vid Eisenerz
- Stuteriet Piber
- Slottet Herberstein
- Fästningen Riegersburg
- Österrikes friluftsmuseum Stübing
- huvudstaden Graz

## Kända personer från Steiermark
Litteratur
- Peter Rosegger
- Wolfgang Bauer
- Barbara Frischmuth
- Alfred Kolleritsch
- Elfriede Jelinek

Musik
- Alf Poier, komiker, låtskrivare
- Ludwig Rochlitzer, tonsättare
- S.T.S., Poptrio
- Stoakogler, folkmusikband

Konst/Arkitektur

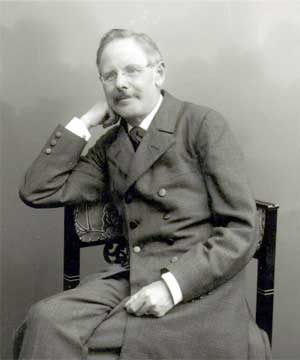
Peter Rosegger

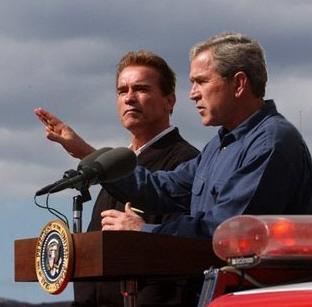
Arnold Schwarzenegger tillsammans med George W. Bush

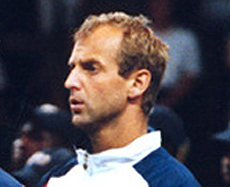
Thomas Muster

- Johann Bernhard Fischer von Erlach
- Georg von Hauberrisser

Näringsliv
- Dietrich Mateschitz
- Frank Stronach

Film
- Arnold Schwarzenegger
- Klaus Maria Brandauer

Idrott
- Thomas Muster
- Jochen Rindt
- Renate Götschl
- Walter Schachner
- Thomas Vanek